# Центрированное десятиугольное число
Центрированное десятиугольное число — центрированное фигурное число, которое представляет количество точек в десятиугольнике с точкой в середине и окружающими точками, лежащими на десятиугольных слоях. Центрированное десятиугольное число для n задаётся формулой
{\displaystyle 5(n^{2}-n)+1}
Первые несколько центрированных десятиугольных чисел
1, 11, 31, 61, 101, 151, 211, 281, 361, 451, 551, 661, 781, 911, 1051, … (последовательность A062786 в OEIS)
Подобно другим k-угольным числам, n-ое центрированное десятиугольное число можно вычислить, умножая (n − 1)-ое треугольное число на k, в нашем случае 10, затем добавляя 1. Как следствие, центрированные десятиугольные числа могут быть получены просто добавлением 1 к десятичному представлению числа. Таким образом, все центрированные десятиугольные числа нечётны и всегда кончаются на 1 в десятичном представлении.
Другой результат этой связи с треугольными числами — это простая рекуррентная формула для центрированных десятиугольных чисел
{\displaystyle CD_{n}=CD_{n-1}+10(n-1)},
где CD1 равно 1.

## Центрированные десятиугольные простые
Центрированные десятиугольные простые — это центрированное десятиугольное число, которое является простым.
Несколько первых центрированных десятиугольных простых
11, 31, 61, 101, 151, 211, 281, 661, 911, 1051, 1201, 1361, 1531, 1901, 2311, 2531, 3001, 3251, 3511, 4651, 5281, …. (последовательность A090562 в OEIS)